# Christian Kaernbach
Christian Kaernbach (* 4. Oktober 1960 in Bonn) ist ein deutscher Psychologe.

## Leben
Nach dem Abitur 1978 am Gymnasium Mechernich und dem Wehrdienst von 1978 bis 1979 studierte er von 1979 bis 1985 Physik an der Universität Bonn bei Vladimir Rittenberg und Egbert de Boer und von 1981 bis 1988 Medizin in Bonn (Approbation 1988 und Promotion über Signaldetektionstheorie bei Detlef B. Linke). Seit 2006 ist er Professor für Allgemeine Psychologie an der Christian-Albrechts-Universität zu Kiel.

## Schriften (Auswahl)
- Stabilität und Auswirkungen von aktiven nichtlinearen Oszillatoren in einem eindimensionalen Innenohrmodell. Bonn 1985, OCLC 74766046.
- Entscheidungsverhalten an der Wahrnehmungsschwelle: theoretische Überlegungen und ein Experiment zur klassischen Ja-Nein-Aufgabe. Bonn 1988, OCLC 901907299.
- Mechanismen des Echogedächtnisses. Studien mit periodischem Rauschen als minimal strukturiertem Stimulus. 1999, OCLC 634212267.
- mit Erich Schröger und Hermann Muller (Hg.): Psychophysics beyond sensation. Laws and invariants of human cognition. Mahwah 2004, ISBN 0-8058-4250-0.